# 両生類
両生類（りょうせいるい）とは、脊椎動物亜門両生綱 (Amphibia) に属する動物の総称である。カエル、サンショウウオなどが含まれる。
主に淡水域とその岸辺、すなわち河川、湖沼、湿地、水田などとその周辺に棲息する。
南極大陸を除く全ての大陸に広く分布しており、カエルだけで約7000種いる。地球各地で両生類の減少が進行しており、2022年にかけて実施された第2回世界両生類アセスメントでは、対象とされた8011種のうち既に絶滅したかデータが不足している以外の7065種のうち2873種が絶滅危惧種に分類された
。

## 概論
両生類は、古生代の石炭紀頃以降、多くの化石種が知られている。しかしながら、現生種は、長い尾を持ち、短い四肢のある有尾目（サンショウウオなど）、尾がなく体幹が短くまとまって四肢の発達した無尾目（カエル類）、それに四肢を失い、細長い体の無足目（アシナシイモリ類）の3群のみである。両生類は、約3億6000万年前に陸上においての生活も始めたと考えられており、これが脊椎動物の中では初めて陸上生活が可能となった事例だと考えられている。ただ陸上生活が可能とは言っても、その身体の構造、生活史、生理、生殖などにおいて、陸上生活への適応を示しながらも不十分であり、水辺への依存度が強いという特徴を持っている。特に幼生は、一般に水中生活をしているなど、基本的に水中環境が欠かせない。
現生種は、ほぼ全てが淡水域を生活の場としている。原始的な形では卵を水中で産卵し、幼生は四肢を持たない形で生まれ、鰓呼吸で水中生活を行う。その後変態を経て肺呼吸で出来る成体になる。ただし、多くの例外があり、その生活は多様である。基本的に皮膚呼吸に頼る面が多いことから乾燥に弱いため、水辺などの湿った環境が生息域の中心であり、陸上で活動可能な体を持ちながら、生活や繁殖を水に依存した生涯を送ることからこの名がある。「両生」類の名は、水中生活と陸上生活の両方が可能という意味ではなく、両方の環境が必要な動物であるという意味である（これが近年の両生類の減少に繋がっているとの指摘もある）。
日本語では本来、欧名を漢訳した両棲類、両棲綱であったが、「棲」の字が常用漢字に含まれないため、現在は多くの場合「両生類」「両生綱」と書かれる。ただし、明治の書物でも、教科書として扱われた『新撰理科書』や『新撰普通動物学』などで「両生類」の表記が見られる。
20世紀後半から、世界的に両生類の減少が著しく、多くの両生類が絶滅しつつある。カエルツボカビ症をはじめとする感染症や吸虫の被害のほか、粘膜に覆われた脆弱な皮膚が、環境変化への対応を困難にし、個体数の減少をもたらす原因になっていると考えられている。一説に因ればこのままのペースで減少が続くと、50年以内に全ての両生類が絶滅するとも言われている。

## 外部形態
成体は原則的には指のある四肢を持つ。ただし様々な程度に四肢が退化した種もある。無足目は完全に四肢を失っているが、化石種では四肢を持つものが知られている。有尾目のサイレン科は前肢しか持たない。
現存種は前脚には親指がないため前肢の指は基本的に4本で、後肢の趾は5本である。有尾目では後肢の指が4本であったり、前後肢とも3本以下であったり、アンフューマ科のように指趾が1本から3本という種類もある。
両生類の皮膚は分泌腺や毒腺が多くなめらかである。爬虫類のように、体表の多くの場所を覆うような鱗は持っておらず、また、体表のほとんど（場合によっては体表の全て）は角質化していない。これは皮膚が呼吸器としての役割（皮膚呼吸）が多くの割合を占めているからであるが、それゆえ乾燥に弱いという弱点にもなっている。なお、アシナシイモリの体のしわの間に小さな鱗がある。また、化石種には鱗を持っていた種もある。

## 生理
変温動物であり、体温は周囲の気温とともに変化する。温帯から寒冷地に住む種は冬眠を行う。
心臓は、2心房1心室より構成されるが無尾類と有尾類では若干構造が違い、心房中隔が無尾類では完全だが有尾類では隙間があるという違いがある。
肺循環と体循環の区別があるが、心室中隔がないので動脈血と静脈血が心室で混じり合って体全体および呼吸器の双方に送られる。ただし大動脈と肺皮動脈（哺乳類で言う肺動脈）の付け根に「らせん弁」というものがあり、心室の収縮時に入ったときの位置関係から動脈血はらせん弁で隠された肺皮動脈にはほぼ入らず、逆に静脈血は大半が肺皮動脈に流れる（一部は左大動脈にも流れる）。また、皮膚呼吸への依存が大きいため体循環側でもガス交換が行われているほか、無尾類では肺循環側（肺皮動脈）からも体表側に通じる血管が存在しており、成体になると鰓に行く血管（腹大動脈から分岐）が退化する代わりに肺皮動脈から皮下動脈が分岐し、心臓から直接こちらに血液が送られるように成って皮膚呼吸の効率を高めている。
棲息域は一般に、川、沼、湖などの淡水およびその周辺であることから、海水魚からではなく、淡水魚から派生して誕生した動物群であると考えられている。実際に、両生類の体は塩分に対する耐性が低く、海産の種も確認されていない。ただしカニクイガエルは汽水域に棲息するほか、化石種には海に住むものも存在した。
現生種・化石種を含め、完全な植物食の種は知られていない。
アミノ酸の代謝などによって生ずるアンモニアは、両生類にとっても有害な物質である。このアンモニアの排泄を行う方法も生育環境で大きく異なり、無尾目同士でも普通のカエルの場合は幼生（オタマジャクシ）の時は鰓からアンモニアのまま大半を排出するが、変態後はアンモニアを尿素に変えて腎臓から排出する方が主流となるのだが、生涯を水中で過ごす種類の場合は幼生・成体共にアンモニア排出のままになる。これも、水を潤沢に利用できるのか、そうではないのかが関係しているものと見られている。
| 種類             | アンモニア | 尿素 |
| ---------------- | ---------- | ---- |
| カエル（幼生）   | 75         | 10   |
| カエル（成体）   | 3.2        | 91.4 |
| ゼノパス（幼生） | 78         | 22   |
| ゼノパス（成体） | 75         | 25   |

## 表層回転
卵の表層が回転する現象を表層回転といい、両生類特有のものであると考えられている。精子が卵に突入後、精子由来の中心体から植物極側へ卵の細胞膜に沿って微小管が伸長し、細胞膜の内側にある表層とよばれる層が約30度回転する。
無尾目の一部の種類の卵は動物極側にメラミンが多く存在している。そのため、この表層回転によって内側のメラミンの黒い色素が卵の外から透けて見えるようになる。メラミンの色が透けて見えて灰色になった部分を灰色三日月（灰色三日月環）と呼ぶ。灰色三日月はのちに原口背唇になる部分である。
表層回転が起こる際、植物極側に沈殿していた母性効果因子の一種であるディシェベルドタンパク質のクラスターも同時に動物極側へ移動する。これは微小管上でキネシンがディシェベルドタンパク質を動物極側へと運ぶからである。この細胞質領域を受け継いだ細胞では、Wntシグナルの影響によってβ-カテニンが分解されない。最終的にβ-カテニンは核へ移動し、TCF3と結合する。この複合体は調節タンパク質として機能し、背側組織の形成に関与する。
カエルとイモリが発生のモデル生物であるため、無尾目と有尾目は上記のように発生の経緯が詳細に解明されている（詳細は「誘導」を参照）。一方、無足目の発生についてはよくわかっておらず、無尾目や有尾目と同様に表層回転をするかどうかは不明である。

## 生活史
現存する無尾目、有尾目、無足目の3目はいずれもかなり生態に差異があり、同じ目内でも例外が多い。
卵生の種が多く、基本的には水中に産卵する。有尾目と無足目では卵胎生の種も多い。受精方法も体外受精と体内受精の双方があり、体外受精は無尾目の大半やサンショウウオ上科など一部の有尾目に見られる。一方、体内受精は精包を受け渡す形（有尾目の多く）で行うものから、外部生殖器を持ち交尾するもの（無足目の大半と、無尾目の例外的なオガエル など）が存在する。卵は殻を持たず、ゼラチン質で包まれ、水中に生み付けられる。しかし、ヤドクガエル科やプレソドン科など陸上で産卵する種類も珍しくはない。幼生や変態の終わった幼体を直接産む種類もいる。
成長過程で、変態を行い大きく形が変わるものが多く、特に無尾類の幼体は親とは別にオタマジャクシと言う。幼体は四肢が無く尾鰭があるなど魚類に似ているが、無尾類の幼体はかなりずんぐりしており、有尾類の場合は発達した外鰓を持つ（無尾類は孵化直後にはあるがすぐに隠れる）など、一般の魚類とは異なる所も多い。成体は基本的に四肢が生え（無足類やサイレン科は例外）、陸上生活を営めるものも多いが四肢があっても生涯を水中で生息する種類もいる。
呼吸に関しては全種、幼体・成体を問わず皮膚呼吸が発達しており、特に有尾目では皮膚呼吸のみで肺呼吸をしない種類（ハコネサンショウウオ属とアメリカサンショウウオ科）が過半数（全425種類中の275種類）を占めるが、幼体時から肺呼吸をするメキシコサンショウウオもいるなど呼吸方法の多様性が強い、無足目も詳細不明なものが多いが同じように多様性が強いと考えられている。逆に無尾目では孵化時点から機能はせずとも肺があり、幼生期（時期は足が生え始める前から変態直前まで色々）からこれが発達して肺呼吸をする方が多くの科に見られ、例外的にヒキガエルの仲間やナガレガエルの仲間は変態完了まで肺が機能せず肺呼吸をしない。また更なる例外として前述のオガエルは成体でも肺が退化している 。
有尾目の一部の種では、変態をしないで幼生の形態のままの成体になる幼形成熟（ネオテニー）が知られる。また変態が途中で終了する種も存在する。例えばアメリカ合衆国に分布するヘルベンダー(アメリカオオサンショウウオ)は鰓孔が最後まで消えないためそういった考え方も出来る。逆に変態を終えた姿で生まれる種も多い。

## 分類
下位分類体系の一例を以下に示す。
- 迷歯亜綱 †Labyrinthodontia：絶滅した分類群
  - イクチオステガ目 †Ichthyostegalia
  - 分椎目 †Temnospondyli
  - 炭竜目 †Anthracosauria
- 空椎亜綱 †Lepospondyli：絶滅した分類群
  - 欠脚目 †Aïstopoda
  - ネクトリド目 †Nectridea
  - 細竜目 †Microsauria
  - リソロフィス目 †Lysorophia
- 平滑両生亜綱 Lissamphibia：現生の両生類
  - 無尾目 Anura：カエルのなかま
  - 有尾目 Caudata / Urodela：サンショウウオやイモリなど
  - 無足目（アシナシイモリ目） Gymnophiona

### 系統関係

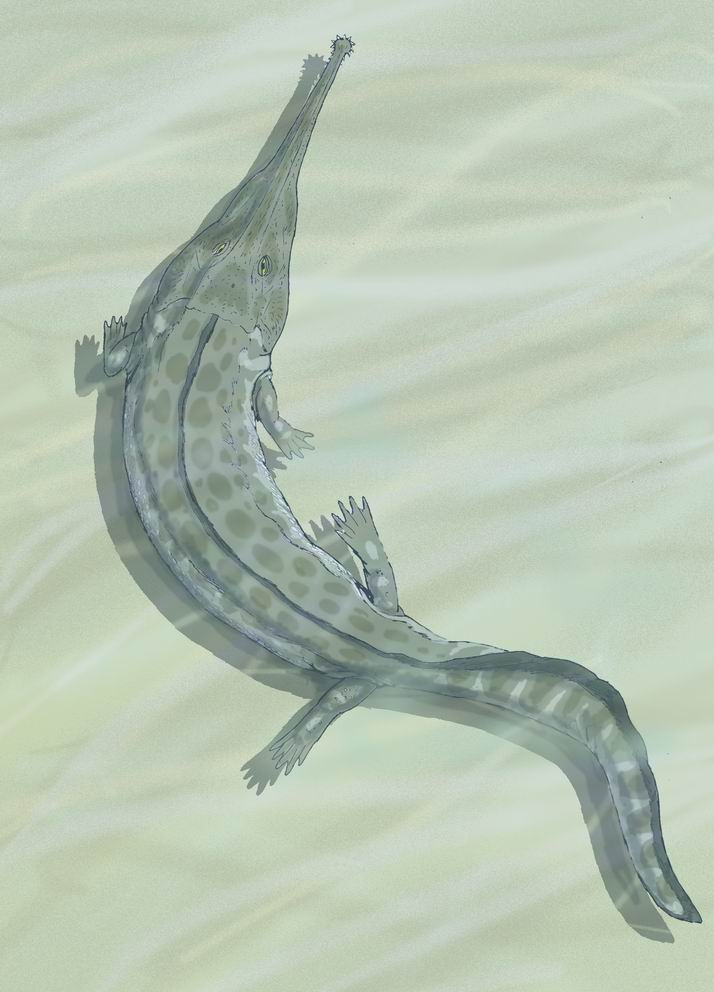
古生代ペルム紀後期に棲息していたプリオノスクス。
現在確認されたうち史上最大の両生類とされている。

四肢動物はデボン紀後期の約3億6000万年前に肉鰭綱から進化した。ハイギョ類とシーラカンス類のどちらに近いかは未だ決着がついていない。デボン紀後期になり、両生類が初めて陸上に適応した脊椎動物として現れた。
肺呼吸獲得については「板皮類の肺が食道の変化で先に完成し、それが現生魚類の浮袋に変化した」という肺先行説と、「硬骨魚類の浮袋が先に完成し、それが肺に変化した」という浮袋先行説があり、無尾目の胚の発生で最初から肺への動脈に鰓弓動脈の一部が伸びて呼吸器として使う前提の形になっている事は肺先行説に有利な証拠とされている。
最初期の四肢動物であるアカントステガやイクチオステガは曲がりくねった大河川に住んでいたと思われるが、やや時代が下ったチュレルペトンのように海生と思われる種もいた。この時期の四肢動物は、まだ少なくとも一部は鱗に覆われた魚類のような皮膚と、6本以上の指を持つ水を掻くのに適した四肢を持つ、ほとんどを水中ですごす動物であったらしい。
石炭紀になるとペデルペスのように陸上生活に適応した四肢を獲得し、二次的に水中に戻った種も含め多様な種が生まれた。石炭紀後期には既に有羊膜類が枝分かれして行き、これら迷歯亜綱に分類される動物たちは徐々に水中生活にウエイトを戻していく。これら古いタイプの両生類は、中生代になっても三畳紀には世界中の淡水系に数mにも及ぶ巨大な種が繁栄していたが、三畳紀末の大絶滅以降急激に衰えて、一部地域に遺存種を残すのみとなり、白亜紀前期に絶滅した。
現生両生類である平滑両生亜綱に属する無尾目・有尾目・無足目の起源と関係は未だはっきりとわからないが、既に約2億9000万年前のペルム紀前期に無尾目・有尾目・迷歯亜綱分椎目の特徴をモザイク状に有するゲロバトラクスが存在した。
三畳紀のマダガスカルには現生のカエルにある程度近い姿のトリアドバトラクスが生息し、ジュラ紀になると今と外見上は変わらないカエルが世界中に分布を広げていた。
現在発見されている有尾目とされる最古の種は、現在のキルギスタンに三畳紀後期に棲息していたトリアスルスTriassurus sixtelaeである。ジュラ紀中期にはキルギスタンからKokartus、イギリスからネオテニー的な水生種 Marmorerpetonの化石が発見されている。これらはもっと後の種の解剖学的特徴のいくつかを持たなかったが、ジュラ紀後期には現在のトラフサンショウウオに似たカラウルスやオオサンショウウオ科のチュネルペトンが生息していた。
無足目はジュラ紀初期のまだ四肢が残っているエオカエキリアの化石が見つかっている。また三畳紀の分椎目キンレステゴピスはエオカエキリアといくつかの特徴を共有しており、類縁関係があるのではないかという説があったが、後年の研究では支持されていない。現在の両生類は基本的に淡水域を生活の場としているのにもかかわらず地球上の陸地に広く分布していることなどから、遅くともパンゲア大陸が完全に分裂したとされている白亜紀までに、現生の目は全て誕生していたはずだが、詳しいことはわかっていない。

## 絶滅の危惧
世界各地で両生類の絶滅や個体数減少が進んでおり、哺乳類や爬虫類、鳥類と比べて絶滅の危機が最も大きい脊椎動物と指摘されている。2004年にかけての第1回世界両生類ではカエルツボカビ症が主因として挙げられ、2022年にかけての第2回では気候変動と生息地破壊による悪影響が大きく、生物的多様性全体を大きく損ないつつあると指摘された。
カエルツボカビ症は飼育下でも発生することがあり、麻布大学准教授の宇根有美（獣医病理学）は「飼っている両生類に異変があれば、すぐに獣医師などに相談してほしい。水の管理が最も重要で、水槽の水を排水溝や野外に流さないでほしい」と注意喚起している。